# Nu noch
Nu noch is een Middelnederlandse sotternie of klucht. Het wordt vaak in één adem genoemd met andere oude kluchten als Lippijn en De Buskenblaser. Een verschil is dat Nu Noch niet tot de abele spelen behoort. Het stuk is ook iets nieuwer, wat te merken is aan de al iets diepgaander verhaallijn. De ontstaansgeschiedenis wordt zo rond 1400 gedateerd. De schrijver is onbekend.

## Rollen
- de man
- de ghebuer
- dwijf
- de pape

## Inhoud
De man beklaagt zich er bij zijn buurman (ghebuer) over dat zijn vrouw hem zo slecht behandelt. De buurman heeft een plan om het beter te maken: de man moet steeds nu noch (in vertaling toe maar) zeggen: Watse u smijt of wat zy u doet, Zecht altoes nu noch.
De nogal sullige man ziet er oorspronkelijk geen heil in, maar goedgelovig als hij is laat hij zich toch overtuigen. Als hij weer bij zijn vrouw komt, probeert hij het vrolijk. Zijn vrouw heeft al gauw in de gaten dat er iets mis is en probeert het nu noch er uit te slaan. Als na een flink pak slaag de man nog steeds volhoudt, geeft de vrouw het op, en vraagt de buurman om raad: Lieve gheburen, comt my ter baten!
De buurman raadt de vrouw aan om de priester (pape) erbij te halen. Maar zelfs het bezweringsritueel van de priester werkt niet, de man houdt vol. Ten slotte stelt de buurman voor om de man dan maar iets lekkers voor te zetten. De priester gaat akkoord, en de vrouw zet de man een stuk lekkere koek voor. Dit lijkt te helpen, en als de vrouw, na aandringen van de buurman, de man om vergeving vraagt, blijkt hij nog te kunnen praten: Ic vergheift u gherne. De priester wordt door de vrouw bedankt voor zijn 'hulp': "U hebt mijn hart gerustgesteld. God zal u daarvoor belonen." Daar neemt de priester echter geen genoegen mee: "Nou, zo lang wil ik daar nu ook weer niet op wachten. Een kleine betaling, zo'n twaalf kronen, had ik in gedachten…".
Het lijkt al met al goed gekomen te zijn, maar als de man en buurman aan het nagenieten zijn worden ze betrapt door de vrouw. Zo trekt de man aan het eind (zoals in veel kluchten) toch nog aan het kortste eind. De buurman krijgt ook een lesje.
Het stuk is in het verleden diverse malen vertaald, maar nooit − conform het origineel − op rijm. Drs. J.F.J. Volkers heeft dit begin 2009 alsnog gedaan en in die hoedanigheid is het stuk ook in 2009 opgevoerd (zie hieronder bij Opvoeringen). De uitspraak van de man (nu noch) is hierbij veranderd in het dubbelzinnige "toe maar".

## Opvoeringen
- 1957 Schoolavond Wilhelmina MULO Voorburg.
- 19 juni 1964 tijdens het Holland Festival door Nieuwe Comedie onder regie van Erik Vos.[1]
- 15 juli 2004 tijdens het Rembrandtfestival Leiden.
- 15 juli 2005 tijdens het Rembrandtfestival Leiden.
- 4 november 2006 in Utrecht
- 4 juli 2009 tijdens de Lakenfeesten Leiden.
- 19 juni 2011 tijdens Levende Historie Amersfoort.
- 4 september 2011 tijdens het Middeleeuws Festival in Ter Apel.